# Бжозово (Сокульський повіт)
Бжозово (пол. Brzozowo) — село в Польщі, у гміні Домброва-Білостоцька Сокульського повіту Підляського воєводства.
Населення — 243 особи (2011).
У 1975-1998 роках село належало до Білостоцького воєводства.

## Демографія
Демографічна структура станом на 31 березня 2011 року:
|          | Загалом | Допрацездатний вік | Працездатний вік | Постпрацездатний вік |
| -------- | ------- | ------------------ | ---------------- | -------------------- |
| Чоловіки | 129     | 32                 | 80               | 17                   |
| Жінки    | 114     | 20                 | 57               | 37                   |
| Разом    | 243     | 52                 | 137              | 54                   |